# Platylabus goliath
Platylabus goliath là một loài tò vò trong họ Ichneumonidae.